# 新潟県立こども自然王国
新潟県立こども自然王国（にいがたけんりつこどもしぜんおうこく）は、新潟県柏崎市高柳町にある大型児童館（B型・宿泊型）。

## 概要
高柳町（当時）の「じょんのびの里づくり構想」の一環で誘致が行われ、1995年にオープンした。同構想におけるコア施設「じょんのび村」（道の駅じょんのびの里高柳）に隣接する。最大180人の児童・家族が宿泊できる施設としてオープンし、隣接地には「ふるさと体験工房」が同時オープンした。
児童福祉法第40条に基づく児童厚生施設として県が設置している。
宿泊型の大型児童館としては、兵庫県立こどもの館、びわ湖こどもの国に続いて全国3番目と言われる。

## 高柳ガルルのスキー場

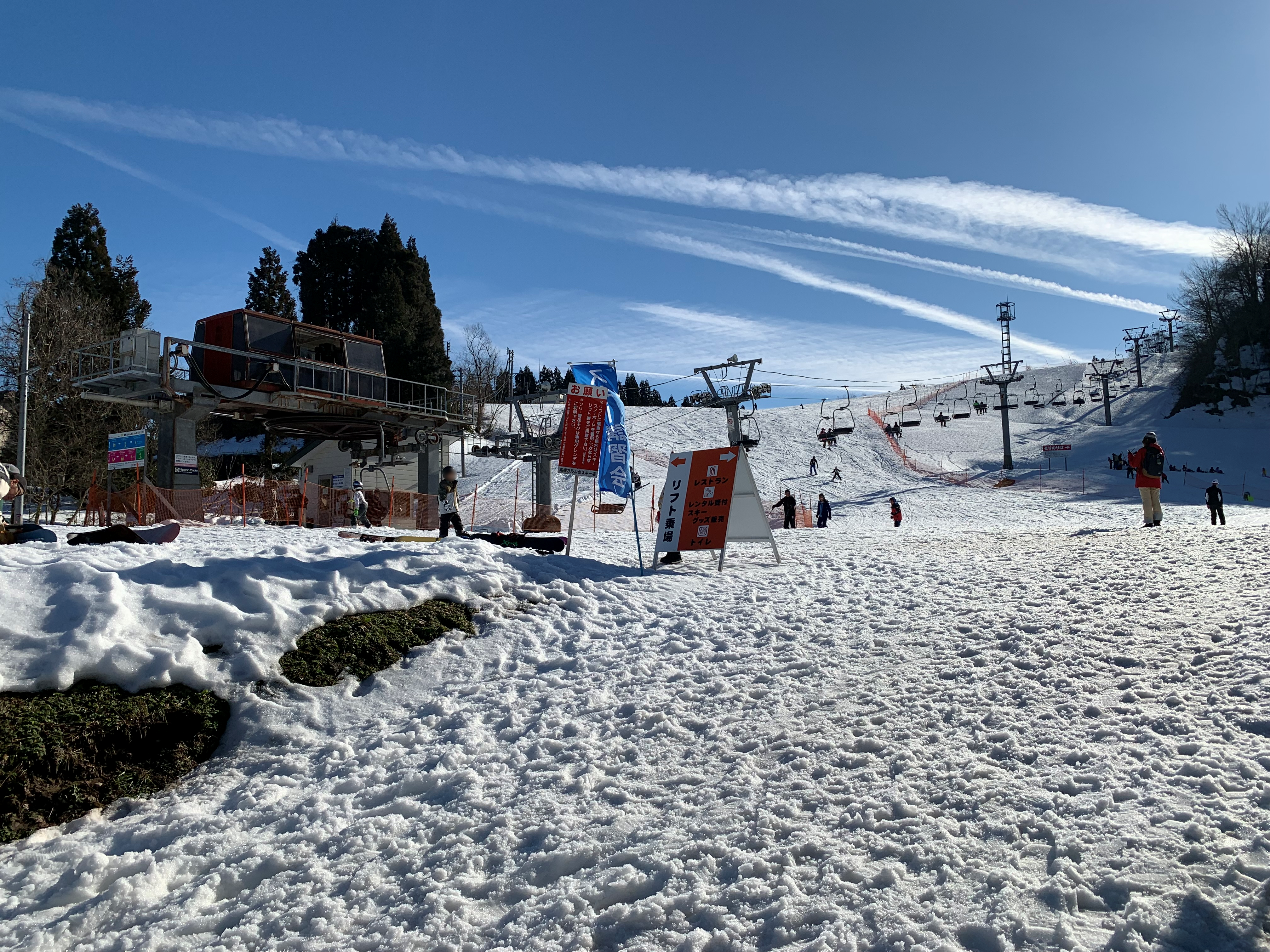
高柳ガルルのスキー場

柏崎市高柳町の岡野町にある柏崎市唯一のスキー場である。AからEまである新潟県立こども自然王国のエリアのうちEエリアにあたる。
1995年（平成7年）1月にオープンした。全長424メートルの2人乗りリフトが1基ある。2009年度（平成21年度）から新潟県立こども自然王国の指定管理者と同一の指定管理者（生態計画研究所）が運営している。

## 交通
- 国道252号 岡野町交差点から約2.5 km
- JR柏崎駅または安田駅から越後交通路線バス「岡野町車庫・じょんのび村」行乗車、終点下車。
- 北越急行ほくほく線十日町駅からタクシーで30分[8]。

## 周辺
- 道の駅じょんのびの里高柳（じょんのび村）
- 荻ノ島（かやぶき環状集落）
- 貞観園